# Crotalaria calva
Crotalaria calva är en ärtväxtart som beskrevs av René Viguier. Crotalaria calva ingår i släktet sunnhampor, och familjen ärtväxter. Inga underarter finns listade i Catalogue of Life.